# Anthony Kappes
Anthony Kappes (ur. 1 marca 1973) – brytyjski niewidomy kolarz. 
Dwukrotny mistrz paraolimpijski z Pekinu w 2008 roku oraz mistrz z Londynu w 2012 roku. Czterokrotny mistrz świata. Kawaler Orderu Imperium Brytyjskiego (MBE).

## Medale Igrzysk Paraolimpijskich

### 2012
- - Kolarstwo - sprint - B

### 2008
- - Kolarstwo - trial na czas - 1 km - B&VI 1–3
- - Kolarstwo - sprint - B&VI 1–3